# Canvi de paleta

Luigi (dreta) de la saga Mario neix del canvi de paleta del seu germà (esquerra) en Mario Bros. (1983)

El canvi de paleta (de l'anglès palette swap) és una pràctica usada sovint en videojocs, pel qual un gràfic que ja ha estat usat per a algun element se li dona una taujana diferent perquè sigui reutilitzat per a altres elements. La paleta diferent proporciona al nou gràfic una sèrie de colors únics, que ho distingeixen de l'original. S'empra habitualment per diferenciar el primer jugador del segon, per crear jerarquies visuals i per fer zones diferents en els diferents nivells d'un joc.
Una raó per fer canvis de paleta és per estalviar memòria. En els primers jocs d'ordinador, quan els cartutxos eren el principal mitjà per guardar informació i la capacitat de memòria era escassa i cara, s'usaven els mateixos sprites una vegada i una altra simplement canviant la paleta. Així no fa falta dissenyar de nou l'objecte, estalviant costos de producció i temps de desenvolupament.
En alguns casos, com els videojocs de rol, els canvis de paleta suposen un determinat estat del personatge. Un exemple destacat és Final Fantasy, en el qual el jugador principal que estigués en l'estat "enverinat" apareixeria morat. Al contrari, els protagonistes de Breath of Fire II (1996) ocasionalment canviaven les seves paletes per indicar un augment en les seves respectives característiques, com la força o la resistència. De manera més general, també es troba en jocs esportius per diferenciar els diferents equips dels respectius jugadors.